# Malvières
Malvières är en kommun i departementet Haute-Loire i regionen Auvergne-Rhône-Alpes i centrala Frankrike. Kommunen ligger i kantonen La Chaise-Dieu som tillhör arrondissementet Brioude. År 2022 hade Malvières 142 invånare.

## Befolkningsutveckling
Antalet invånare i kommunen Malvières
| Referens: INSEE |